# ناتوریتا (کلرادو)
ناتوریتا (به انگلیسی: Naturita) شهری در ایالت کلرادو کشور ایالات متحده آمریکا است که جمعیت آن در سرشماری سال ۲۰۱۰ میلادی، ۵۴۶ نفر بوده‌است.